# Serra-di-Scopamène
Serra-di-Scopamène település Franciaországban, Corse-du-Sud megyében. Lakosainak száma 117 fő (2022. január 1.). Serra-di-Scopamène Levie, Aullène, Quenza, Sorbollano, Zérubia, Zicavo és Zoza községekkel határos.

## Népesség
A település népessége az elmúlt években az alábbi módon változott:
| Lakosok száma | 299  | 237  | 154  | 110  | 106  | 101  | 89   | 83   | 81   | 117  |
|               | 1968 | 1982 | 1990 | 2006 | 2013 | 2015 | 2017 | 2019 | 2020 | 2022 |